# Искандер-кульская экспедиция
Искандер-кульская экспедиция предпринята весной 1870 года войсками Заравшанского округа для водворения порядка в бекствах Верхнего Заравшана, враждовавших с бухарским эмиром .
Экспедиция выступила 2 отрядами: генерал-майор Абрамов, Александр Константинович (551 нижний чин, 2 орудия) и Генерального штаба подполковник Деннет (203 человека). Деннет 26 мая 1870 года перешел через Янгы-Саббакский перевал, при спуске с которого был встречен значительным скопищем мачинцев и киргиз и, не имея возможности пройти в долину Сыр-Дарьи, перевалил обратно и присоединился 31 мая 1870 года к Абрамову в селе Табушин.
5 июня 1870 года Деннет выступил вновь тем же путём и, настигнув скопища, 9 июня рассеял, отбив 1500 голов скота. Абрамов, выступив 5 июня из села Варзиминор, следовал вверх по рекам Ягнау и Фан-Дарье (Искандер-су), осмотрел озеро Искандер-куль, перевал Мура и часть долины Ягнау, откуда 24 июня двинулся к селу Кштут. 25 июня в ущелье за Кштутским перевалом до 2000 жителей Кштута, Магиана и Фараба встретили отряд с оружием в руках. Абрамов выслал стрелков; подъём на Куликаланские высоты задерживал движение, к тому же с левых высот неприятель открыл огонь; Абрамов отозвал стрелков с правых высот и повёл атаку исключительно на левые, которые вскоре и были заняты, неприятель рассеян, и дальнейший путь был совершенно беспрепятственен; в этом деле отряд потерял 5 убитых и 32 раненых. С целью наказать кштутское население Абрамов сжёг и разрушил 6 селений и запретил приезд на базар округа жителям неприязненных бекств.
Искандер-кульская экспедиция позволила присоединить к России территории горных бекств: Матчинского, Фалгорского, Фарабского, Магианского и Кштутского. Всего около: 244000 кв. миль, с 31500 жителей.